# Грэссем, Билли
Уи́льям Грэ́ссем (англ. William Grassam; 20 ноября 1878, Ларберт — дата смерти неизвестна), более известный как Билли Грэссем — шотландский футболист, выступавший на позиции правого инсайда.

## Футбольная карьера
Начал карьеру в шотландских молодёжных командах «Редклифф Тисл» и «Мэрихилл».
В июле 1899 году перешёл в английский «Берзлем Порт Вейл», выступавший во Втором дивизионе. В сезоне 1899/1900 сыграл за клуб 41 матч и забил 10 голов.
Летом 1900 года перешёл в «Вест Хэм Юнайтед», выступавший в Южной лиге. 1 сентября 1900 года в матче против «Грейвзенд Юнайтед» стал первым футболистом «Вест Хэма», сделавшим хет-трик, забив 4 гола.
После завершения сезона 1902/03 Грэссем вернулся в Шотландию, став игроком «Селтика». Провёл за клуб 2 матча в чемпионате Шотландии в августе 1903 года.
В сентябре 1903 года перешёл в «Манчестер Юнайтед». Дебютировал за «Манчестер Юнайтед» 3 октября 1903 года в матче против «Вулидж Арсенал». Свой первый гол за «Юнайтед» забил 24 октября 1903 года в матче против «Стокпорт Каунти». В сезоне 1903/04 стал лучшим бомбардиром команды в лиге с 11 голами (наряду с Томми Аркесденом и Билли Гриффитсом). Однако уже в следующем сезоне стал редко попадать в состав, сыграв лишь в 6 матчах и забив 2 гола. Всего провёл за «Манчестер Юнайтед» 37 матчей и забил 14 голов. В июле 1905 года перешёл в клуб «Лейтон».
В конце 1905 года вернулся в «Вест Хэм Юнайтед» и играл за него ещё на протяжении четырёх сезонов. Проиграв конкуренцию в основном составе клуба Дэнни Ши в 1909 году, в 1910 году перешёл в клуб «Брентфорд».